# Rue des Fougères
La rue des Fougères est une voie et un quartier du 20e arrondissement de Paris, en France.

## Situation et accès
La rue des Fougères est une voie publique située dans le nord-est du 20e arrondissement de Paris. Il s'agit d'une voie de 260 m de long, orientée nord-sud, qui débute au sud à l'intersection de la rue de Noisy-le-Sec et de la rue Le Vau et débouche au nord sur les rues de Guébriant et Léon-Frapié. La rue est intégralement située entre les boulevards des Maréchaux et le boulevard périphérique (lequel est, à cet endroit, recouvert d'une dalle) et leur est globalement parallèle. En dehors de ses extrémités, la rue des Fougères n'est rejointe que par une seule autre voie, la rue Pierre-Foncin, au sud-ouest.
La numérotation des immeubles débute au sud. Les numéros augmentent en direction du nord, les numéros impairs à gauche et les numéros pairs à droite.
La station de métro la plus proche est Porte des Lilas, 500 m au nord-ouest. L'arrêt du tramway T3b Adrienne Bolland n'est distant que de 150 m, à l'ouest.

## Origine du nom

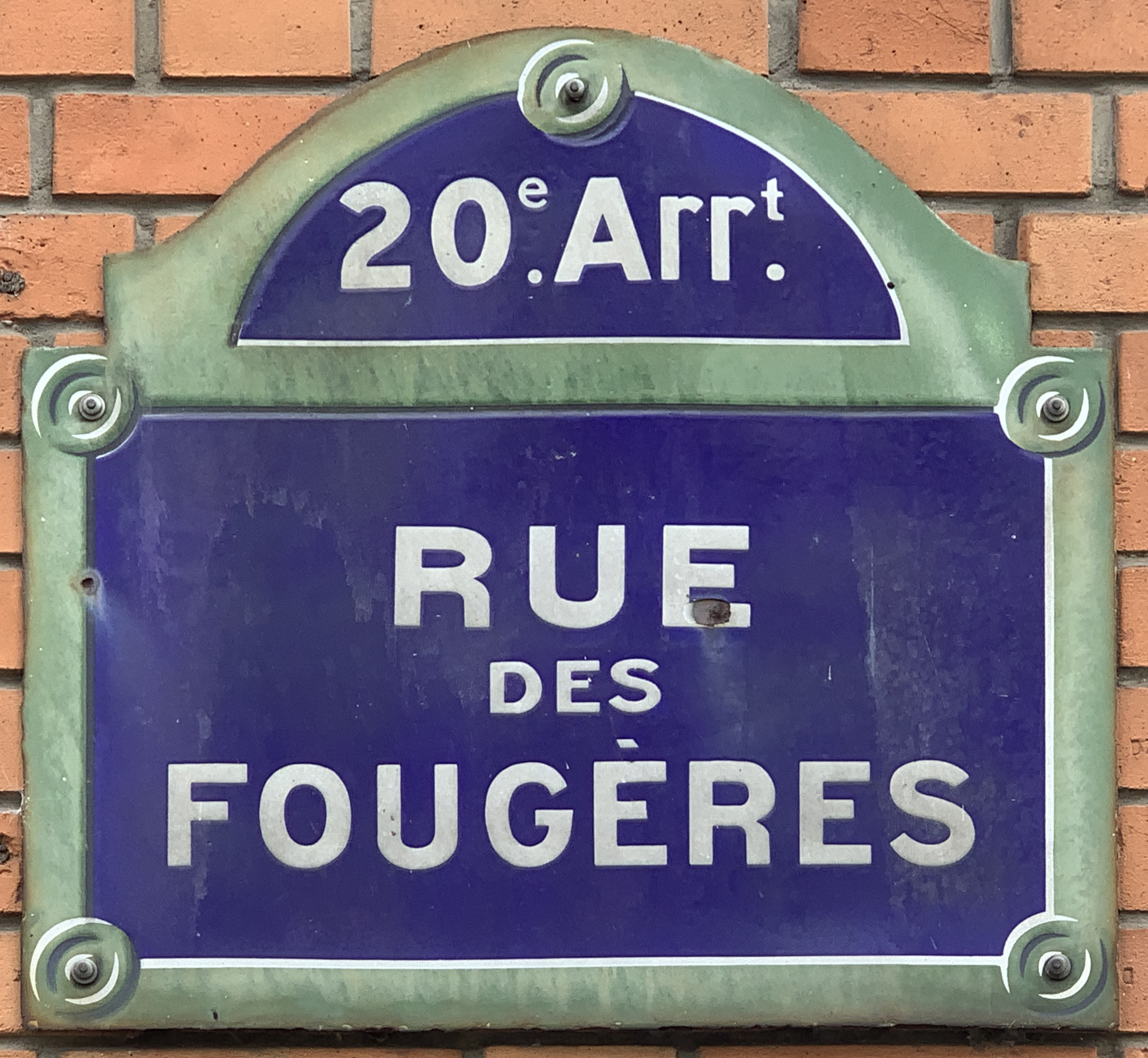
Plaque de la rue.

Elle a été ainsi nommée en raison de la proximité des anciens parcs de Saint-Fargeau et des Bruyères.

## Historique
Cette ancienne voie privée est l'ancien « chemin de Ménilmontant » et fut annexée à Paris en 1930 avant de prendre son nom actuel par un arrêté du 14 octobre 1936.